# 达妮埃拉·阿里亚斯
达妮埃拉·亚历山德拉·阿里亚斯·罗哈斯（西班牙語：Daniela Alexandra Arias Rojas；1994年8月31日—），哥伦比亚女子职业足球运动员，司职中后卫，目前效力于科林蒂安保利斯塔体育俱乐部和哥伦比亚国家女子足球队。她曾代表哥伦比亚参加2024年夏季奥林匹克运动会女子足球比赛。